# Jean-Pierre Barillet-Deschamps

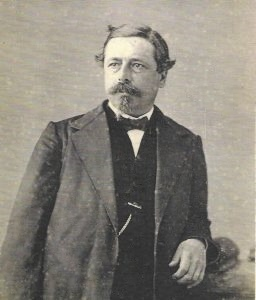

Jean-Pierre Barillet, nach Heirat Barillet-Deschamps (* 7. Juni 1824 in Saint-Antoine-du-Rocher; † 12. September 1873 in Vichy), war ein französischer Gärtner und Landschaftsarchitekt. Er gestaltete eine große Zahl von Gärten und Parks, so in Paris, Turin und Kairo.

## Leben
Jean-Pierre Barillet war der Sohn eines Landwirts. Als Jugendlicher arbeitete er als Landarbeiter auf dem Hof seines Vaters. Um 1845 begann er seine berufliche Laufbahn als Aufseher und Betreuer der Gärtnerei in der landwirtschaftlichen Strafkolonie von Mettray. Ihm wurde ermöglicht, Gartenbau-Veranstaltungen im Jardin des Plantes (Paris) zu besuchen. Er heiratete Marie Deschamps. Um 1850 gründete er eine Baumschule in Bordeaux, die durch eine industrielle Pflanzenaufzucht und ein auf den Zeitgeschmack ausgerichtetes Sortiment erfolgreich wurde.
Barillets Aufstieg begann mit der Umgestaltung von Paris während des Zweiten Kaiserreichs. Georges-Eugène Haussmann und Jean-Charles Alphand beauftragten ihn mit der Neugestaltung des Bois de Boulogne. Es folgten weitere wichtige Gestaltungsaufgaben. Im Juli 1859 erhielt er den Auftrag zur Errichtung des Jardin d’Acclimatation, danach zählte Barillet zu den bekanntesten Gartenarchitekten Frankreichs. 1869 gab er seinen Posten als Chefgärtner von Paris auf und widmete sich Aufträgen aus dem Ausland, unter anderem in Wien und Turin. Er starb an den Folgen einer Lungenerkrankung während der Rückreise aus Konstantinopel. Barillets Grab befindet sich auf dem Friedhof Père-Lachaise (Div. 69) in Paris.
Barillet erhielt mehrere Auszeichnungen, so den französischen Orden der Ehrenlegion (1865).

## Werke
- Longchamp, Wintergarten aus großen Gewächshäusern (1853)
- Bois de Boulogne, Paris (1854–1860)
- Jardins des Champs-Elysées, Paris (1859–1860)
- Bois de Vincennes, Paris (1860–1865)
- Parc Monceau, Paris, Neugestaltung des Gartens von Louis Carmontelle (1861)
- Parc des Buttes-Chaumont, Paris (1864–1867)
- Parc Montsouris, Paris (1865–1878)
- Gartenanlagen der Weltausstellung 1867, Paris
- etwa zwanzig öffentliche Plätze in Paris
- Park van Laken, Brüssel, Erweiterung und Gewächshäuser (um 1875)
- Park am Prater, Wien, Umgestaltung (1869)
- Piazza Carlo Felice und Parco del Valentino, Turin (um 1864)
- Park Ezbékieh, Kairo (1870)

Barillet ließ 1869 sein Buch Les pensées, histoire, culture, multiplication, emploi mit 25 farbigen Lithographien in einer Auflage von 200 Exemplaren drucken.